# Chorebus crenesulcis
Chorebus crenesulcis är en stekelart som beskrevs av Fischer, Tormos, Pardo och Jimenez 2002. Chorebus crenesulcis ingår i släktet Chorebus och familjen bracksteklar. Inga underarter finns listade i Catalogue of Life.